# Parc de les Aus
El Parc dels Aus va ser un parc zoològic situat en el municipi de Vilassar de Mar (Maresme). El parc comptava amb més de 1000 aus de 300 espècies diferents. Al parc es criaven espècies, algunes en perill d'extinció. Es va tancar el 2005 per ordre judicial.

## El mico Tico
El seu animal estrella i mascota era un ximpanzé anomenat Tico. Després del tancament del Parc dels Aus se'l va traslladar a les instal·lacions de laFundació Mona, on actualment resideix. Col·locar el dit sota el llavi és un dels trets més significatius d'en Tico.
En Tico va arribar al Parc de les Aus el 3 d'octubre de 1989, quan va ser trobat per un home que anava a la recerca de bolets pels boscos de Cabrils (Maresme). La salvació, i trasllat a la Fundació Mico, van ser obra de l'Associació Proanimals Segle XXI, de Mataró. L'any 2002, el parc va rebre Julio, un segon ximpanzé procedent del zoo de Fuengirola.
Un resolució judicial va obligar al desallotjament del parc virtut d'una discussió hereditària familiar.